# Alexander-szigetek
Az Alexander-szigetek egy 500 km hosszú szigetcsoport Alaszka délkeleti partjainál.
A szigetcsoport közel 1100 szigetből áll, melyek a parti hegyvonulatok tengerbe merült magasabb részei és meredeken emelkednek ki a Csendes-óceánból. A szigeteket mély csatornák és fjordok választják el egymástól és a szárazföldtől. Az Inside Passage (Belső Átjáró) hajózási útvonal északi része védve van a szigetek által. A szigetek partján meredek partszakaszok emelkednek, amelyeket sűrű örökzöld növényzet és mérsékelt övi esőerdők fednek. 

## Földrajza
A nagyobb szigetek területük csökkenő sorrendjében:
- Prince of Wales-sziget
- Chichagof-sziget
- Admiralty-sziget
- Baranof-sziget
- Revillagigedo-sziget
- Kupreanof-sziget
- Kuiu-sziget
- Etolin-sziget
- Dall-sziget
- Wrangell-sziget
- Mitkof-sziget
- Zarembo-sziget
- Kościuszko-sziget
- Kruzof-sziget
- Annette-sziget
- Gravina-sziget
- Yakobi-sziget

Mindegyik szigetet sűrű erdő borítja és gazdag állatvilággal rendelkezik. A szigetek őslakói a Tlingit és Kaigani Haida törzsek tagjai. Az Annette-szigeten élő Tsimshian törzs ősei Brit Columbiából vándoroltak a szigetre a 19. század vége felé. A szigeteken található nagyobb városok Ketchikan (~8500 lakos) és Sitka (~8800 lakos). A környék legnagyobb városának, Juneau-nak legnépesebb kerületei a szárazföldön terülnek el (~31 200 lakos), bár a város egyes részei a Douglas-szigeten fekszenek. A szigetek fő iparága a turizmus, a fakitermelés és a halászat.

## Rövid történet
A szigetvilág első európai felfedezője Alekszej Csirikov orosz hajóskapitány volt 1741-ben. George Vancouver és társai 1793-ban jutottak el a szigetvilágba.
A szigetvilág a szőrme kereskedelem központja volt a 19. században.
A szigetek fennhatósága 1867-ben változott meg, amikor Oroszország eladta Alaszkát az Amerikai Egyesült Államoknak. Az Alexander-szigetek nevet az amerikaiak adták a szigetcsoportnak 1867-ben, II. Sándor orosz cár  után.